# 丹尼尔·卡罗尔 (橄榄球运动员)
丹尼尔·卡罗尔（英語：Daniel Carroll，1887年11月17日—1956年8月5日），澳大利亚、美国男子橄榄球运动员。他曾代表澳大拉西亚、美国参加1908年和1920年夏季奥林匹克运动会橄榄球比赛，获得二枚金牌。